# St. Sebastian (Hochdorf)

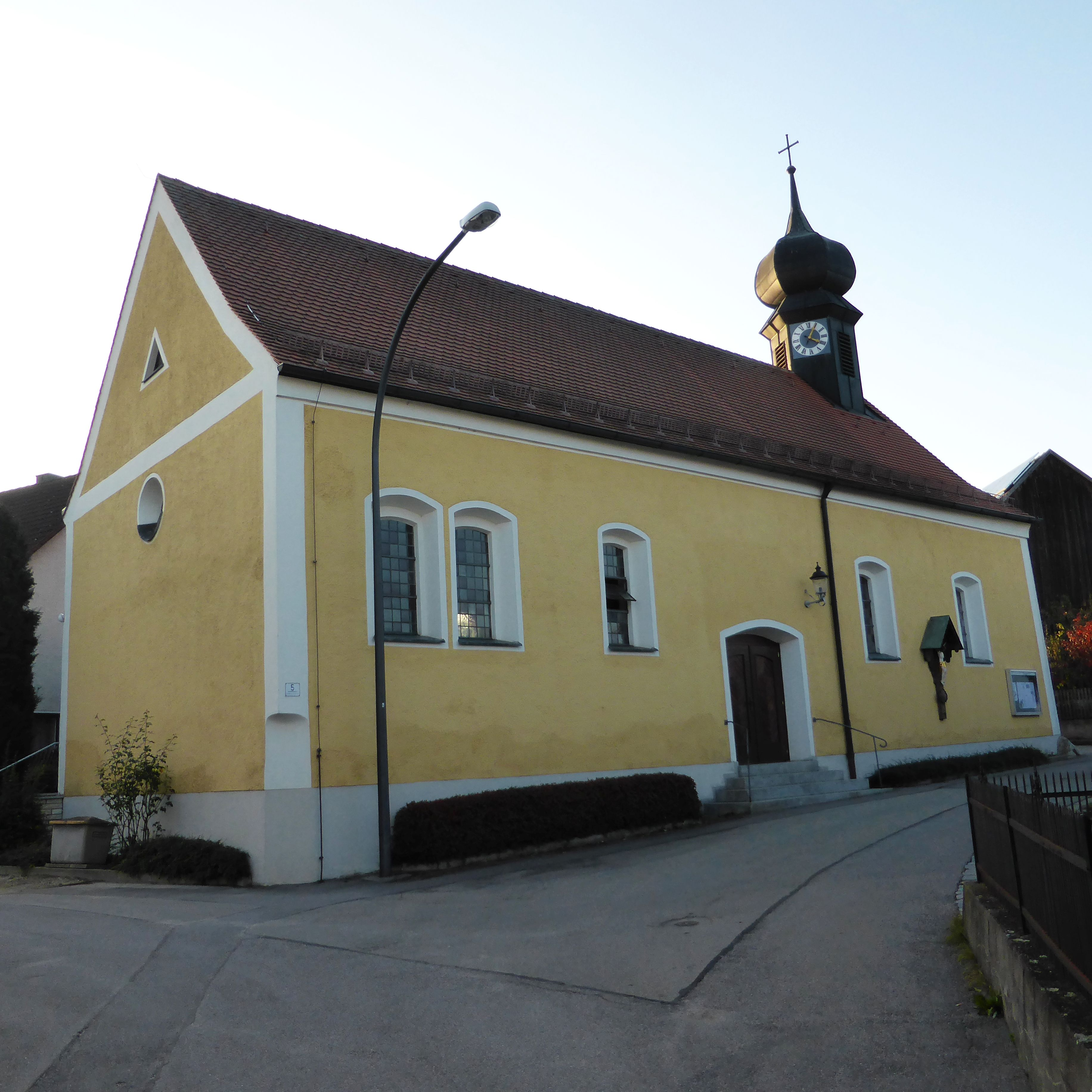
Schlosskapelle St. Sebastian in Hochdorf

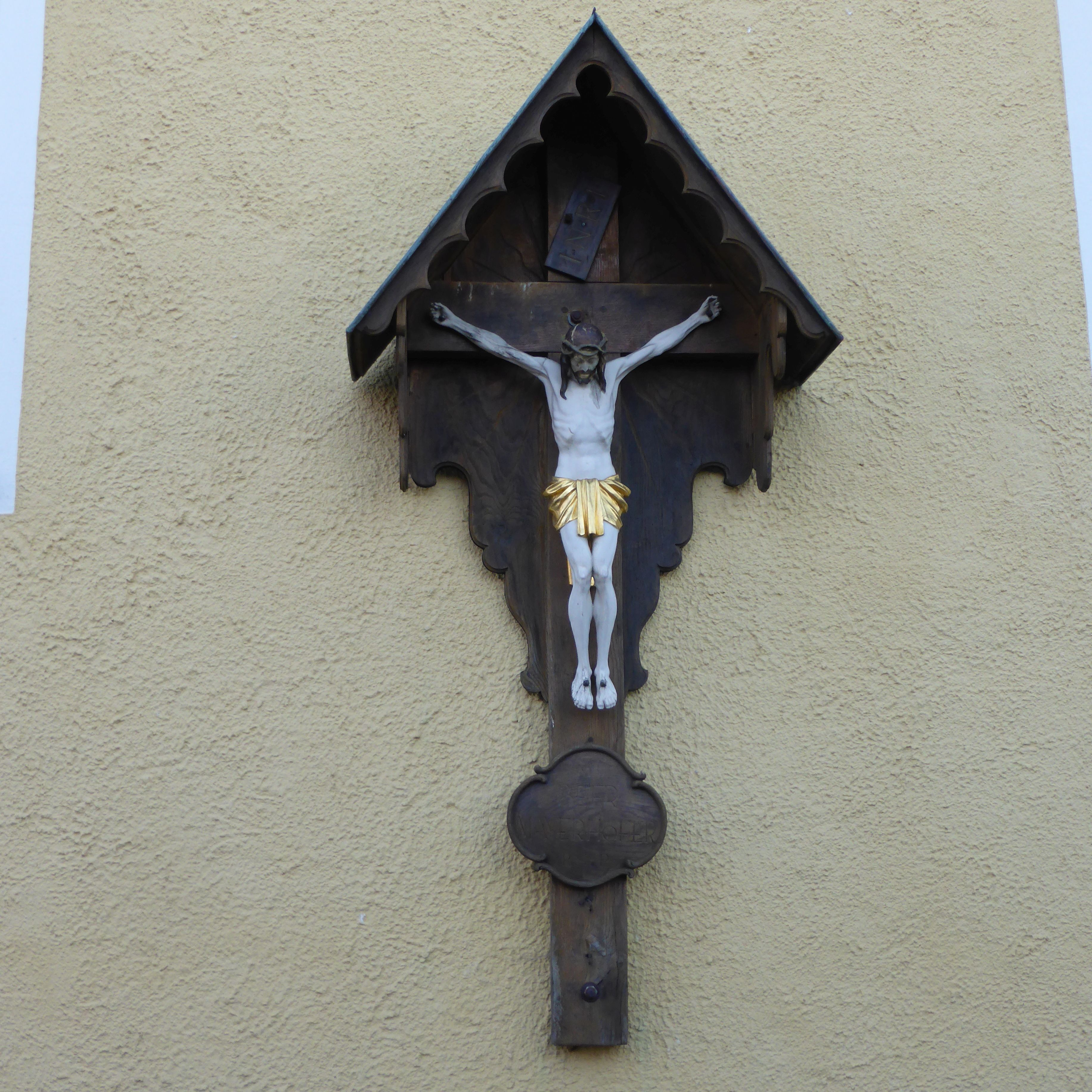
Sog. Viernagel-Kruzifix an der Seitenwand der Schlosskapelle St. Sebastian

Die römisch-katholische Filialkirche St. Sebastian liegt in dem Gemeindeteil Hochdorf von Duggendorf im Oberpfälzer Landkreis Regensburg von Bayern (Leonhardigasse 5).

## Geschichte
Die ehemalige Kapelle von Schloss Hochdorf wurde 1714 von den damaligen Besitzern Johann Wilhelm und Katharina Elisabeth Teuffel gestiftet. Das Kirchenpatrozinium des hl. Sebastian – er ist neben dem hl. Rochus ein sogenannter Pestheiliger –  verweist darauf, dass 1713 auch in Hochdorf die Pest wütete. In Hochdorf hat sich auch noch der Brauch erhalten, dass aufgrund eines Gelübdes von 1713 dreimal drei Hochdorfer heute noch zu einer der Dreifaltigkeitskirchen auf dem Eichelberg, den Miesberg bei Schwarzenfeld und nach Schmidmühlen pilgern; die Anrufung der Dreifaltigkeit war ebenfalls zur Abwehr der Pest üblich.
Bis zum Ende der Hofmarksherrschaft wurde die Kapelle von den jeweiligen Hofmarksherren unterhalten.

## Bau und Ausstattung
Die Kirche ist ein traufständiger Saalbau mit einem Satteldach. Der Dachreiter besitzt eine Zwiebelhaube.
Bis 1952 war die Kapelle 10 Meter lang und 8 Meter breit, sie besaß einen schmalen Altarraum und eine Sakristei. Da die Zahl der Gläubigen stark zugenommen hatte, entschloss man sich damals zu einer Kirchenerweiterung. Dabei wurde die Länge (bei gleichbleibender Breite) um das Doppelte verlängert. Ein Blick auf die auf hölzernen Balken ruhende Empore zeigt noch Deckengemälde aus der Erbauungszeit, die 1914 von dem Münchner Kunstmaler Wilhelm Geromiller überarbeitet wurden.
Die Ausmalung der Decke von 1952 stammte ursprünglich von dem Parsberger Maler Walter Scheidemandel, da jedoch 1980 ein Großteil der Decke abstürzte, ging sein Werk verloren. 1994 schuf der Professor für Kunsterziehung der Universität Regensburg Hermann Leber aus Kallmünz ein neues Deckenfresko. Es zeigt die Szene der Kreuzesabnahme, bei der Christus zu Maria und Maria Magdalena herabgelassen wird.
Der geschnitzte Altaraufsatz stammt noch von 1714. Er zeigt den hl. Sebastian im Kreis der Vierzehn Nothelfer. Der Altar besitzt zwei gedrehte Säulen und daneben Akanthuslaub. Das Auszugsbild stellt den hl. Florian dar. Seitlich befinden sich noch Bilder der Maria Immaculata und des Viehpatrons hl. Leonhard.
Unterhalb der Empore findet man die Stifterinschrift und die Wappen des  Johann Wilhelm und der Katharina Elisabeth Teuffel. Die Inschrift verweist auf die damalige Pestzeit und den Bau eines Dorfbrunnens von 1708, um den nechsten zu dienen.